# Radio Valparaíso
Radio Valparaíso es una estación radial chilena ubicada en el 1210 kHz del dial AM y 102.5 MHz del dial FM en el Gran Valparaíso. Inició sus transmisiones el 21 de septiembre de 1987.

## Historia
En la madrugada del 21 de septiembre de 1987, Radio Viña del Mar cedió su señal AM para la apertura de Radio Valparaíso. Sus estudios iniciales estaban ubicados en el hotel restaurante Cap Ducal, propiedad del empresario Tomás de Rementería Durand, primer propietario y gerente de la emisora, ubicado en Avda. La Marina 51, Viña del Mar. En 1992, sus estudios se trasladaron a la desaparecida Escuela Superior de Hotelería y Turismo que se ubicaba en Avda. España 2000, Valparaíso, Región de Valparaíso. En 1996 ingresaron a la propiedad de la emisora porteña, la desaparecida Radio Chilena de Santiago y el abogado, empresario y exsenador por la Región de Valparaíso Beltrán Urenda Zegers, fallecido en 2013 y la emisora se traslada al barrio El Almendral de la Capital Regional, pasaje Juana Ross, a un costado de la Iglesia de los Doce Apóstoles y a metros del Congreso Nacional. El año 2004 la propiedad quedó en manos de la familia Urenda-Salamanca y sus estudios se trasladaron a sus actuales dependencias ubicadas en Eusebio Lillo 520, Oficina 12, Torre Valparaíso.
Radio Valparaíso durante varios años se escuchó sólo a través del 1210 kHz. Sin embargo, en 2007, la emisora adquirió el dial 105.9 MHz, que antes ocupó FM Dos. Radio Valparaíso se mantuvo en dicha frecuencia hasta mayo de 2014, donde por disposiciones de la Subsecretaría de Telecomunicaciones, se le adjudicó a Radio Valparaíso el dial 102.5 MHz.
Radio Valparaíso también disponia de repetidoras en Tongoy y San Antonio, esta última arrendada hoy a otra emisora.

## Antiguas frecuencias
- 105.9 MHz (Gran Valparaíso); disponible sólo para radios comunitarias.
- 90.9 MHz (Tongoy); Hoy Radio Alegre Ovalle
- 97.7 MHz (Casablanca); No existe
- 102.5 MHz (San Antonio); hoy (Positiva FM)